# Sentier de grande randonnée 35
Le sentier de grande randonnée 35 (GR 35) relie Verneuil-sur-Avre à Rochefort-sur-Loire. Il traverse les départements de l’Eure, d’Eure-et-Loir, de Loir-et-Cher, de la Sarthe et de Maine-et-Loire. Il suit en quasi-totalité le cours du Loir de sa source près de Champrond-en-Gâtine, jusqu'à son confluent avec la Sarthe, puis longe la Maine en traversant Angers.
Comme tous les GR, il est entretenu par des bénévoles appelés baliseurs et rattaché à la Fédération Française de Randonnée Pédestre.

## Localités traversées
Dans l’Eure
○ Verneuil-sur-Avre
En Eure-et-Loir (140 km)
○ Morvilliers
○ Senonches
○ Champrond-en-Gâtine
o Frétigny
o Forges, commune de Marolles-Les-Buis
o Marolles-les-Buis
o Les Rieux, maquis de Plainville, commune de Marolles-les-Buis
o Saint-Hilaire-des-Noyers, oratoire Notre-Dame de la Délivrande
o La Vinette, ancienne commune de Saint-Hilaire-des-Noyers
○ Thiron-Gardais
○ Montigny-le-Chartif
○ Illiers-Combray
○ Saumeray
○ Bonneval
○ Châteaudun
○ Cloyes-sur-le-Loir
En Loir-et-Cher
○ Pezou
○ Vendôme
○ Montoire-sur-le-Loir
Dans la Sarthe
○ Chahaignes
○ Vaas
○ Le Lude
○ La Flèche
En Maine-et-Loire
○ Durtal
○ La Chapelle-Saint-Laud
○ Seiches-sur-le-Loir
○ Rives-du-Loir-en-Anjou (Villevêque)
○ Écouflant
○ Angers
○ Bouchemaine
○ Savennières
○ Béhuard
○ Rochefort-sur-Loire

## Résumé de l'itinéraire

### En Sarthe[4]
Le GR 35 entre en Sarthe au niveau du Moulin-de-la-Flotte, puis passe par les villages de Poncé-sur-le-Loir (église et point de vue sur le château), Ruillé-sur-Loir, avant d’arriver aux caves de Dauvers situées en plein centre des coteaux du Jasnières.
Après le manoir des Tuffières, il longe les murs du château de la Gidonnière, arrive à un point de vue sur le château de Bénéhard, avant de passer proche du manoir de la Jaille et d’arriver à Chahaignes.
Il poursuit par la chapelle Sainte Cécile avant d’arriver à Vouvray-sur-Loir, puis de continuer vers Montabon, jusqu’à Vaas.
Il arrive ensuite à Saint-Germain d’Arcé, franchit la rivière de la Fare, passe à La-Chapelle-aux-Choux et débouche sur Le Lude et son château.
Il traverse ensuite le bois de Mervé avant d’arriver à la Flèche en y trouvant le Loir.
Après la ville de Bazouges-sur-le-Loir et son château, il passe en Maine-et-Loire.

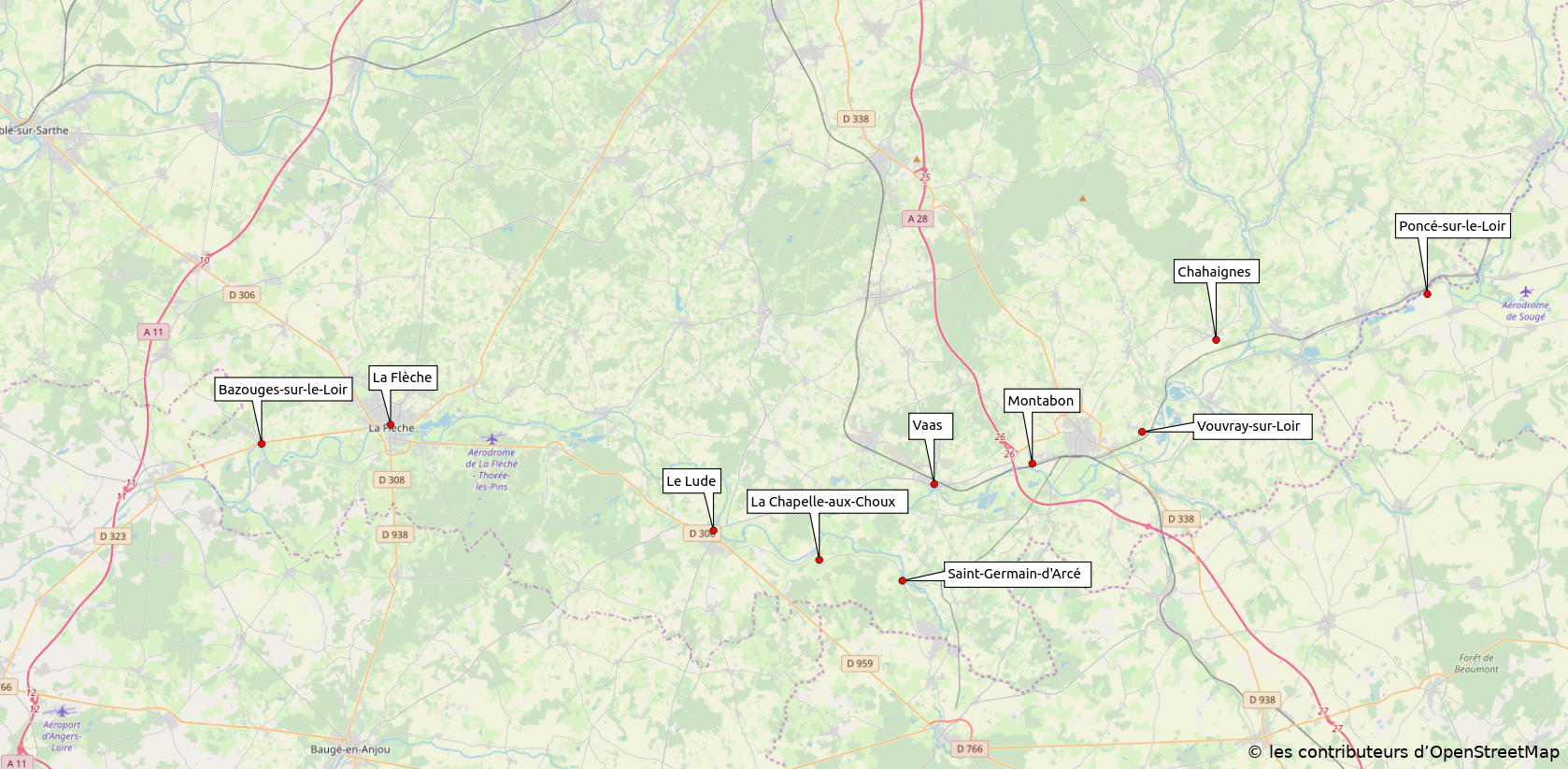
Principales villes traversées en Sarthe par le GR 35

Le paysage de ce GR est typique de la Vallée du Loir qu’il traverse, avec ses châteaux, manoirs, vergers, vignobles et peupleraies.

## Galerie

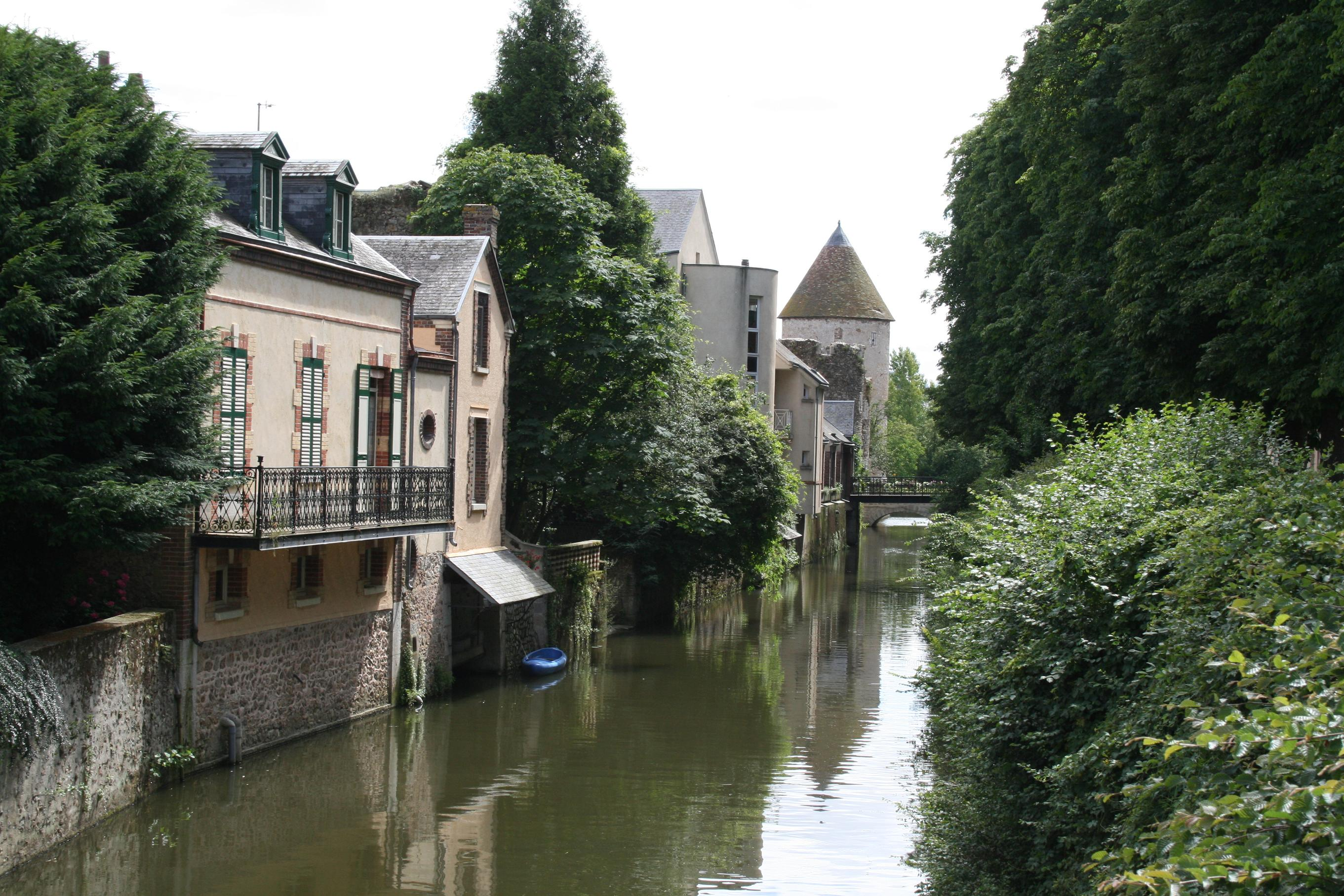
– Bonneval – Le fossé ceinturant le centre-ville fortifié.
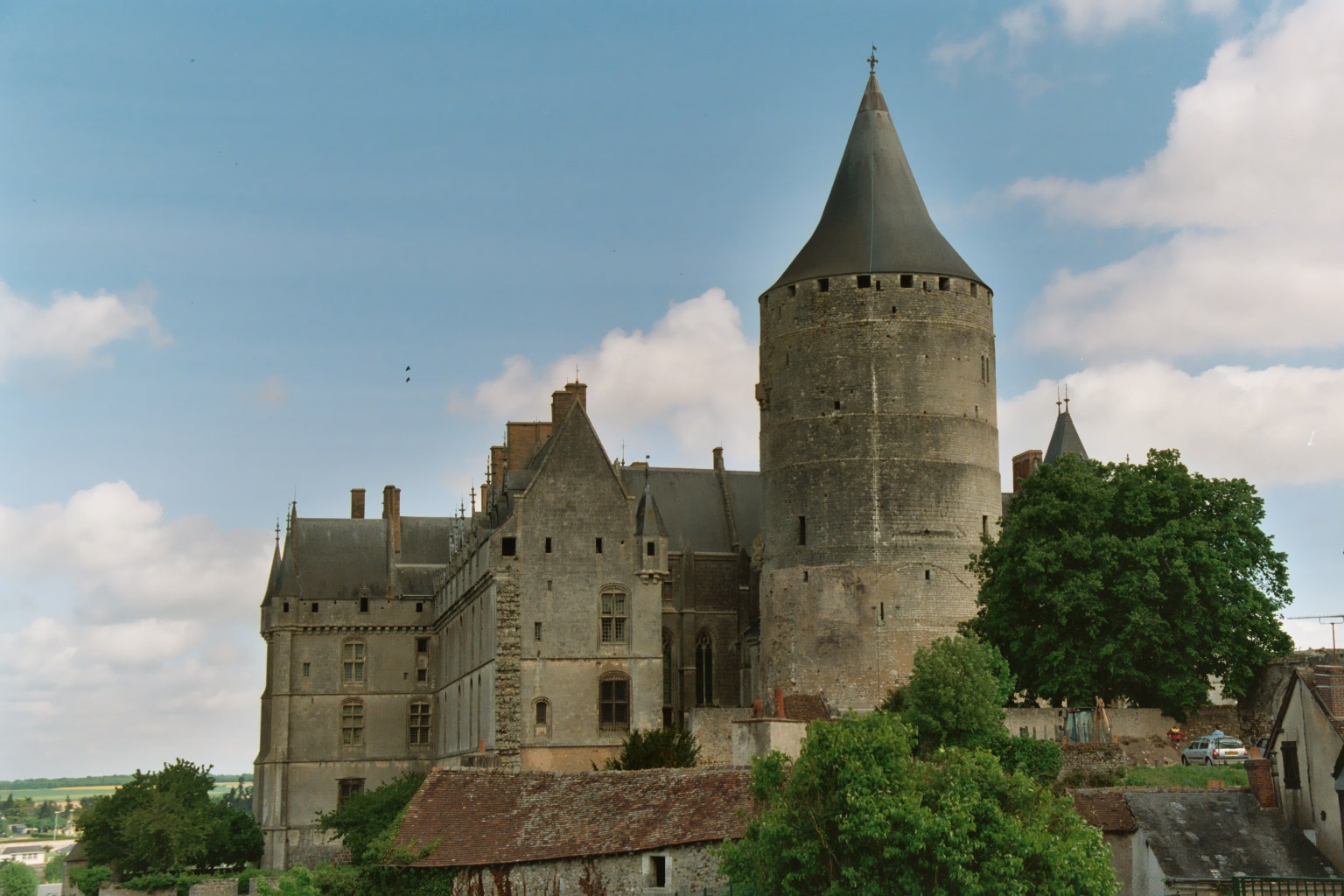
– Châteaudun – Vue du château.
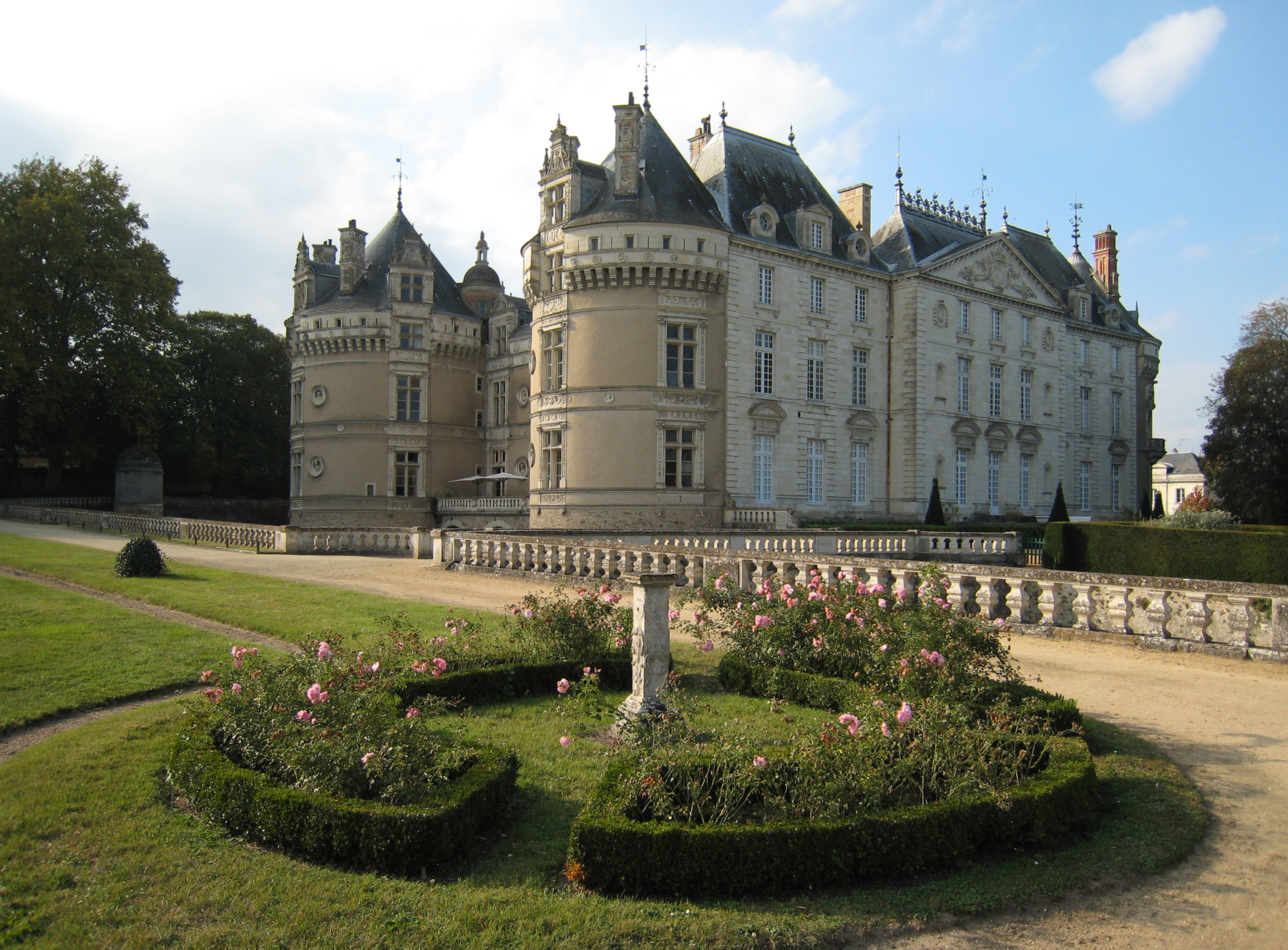
– Le Lude – Le château.
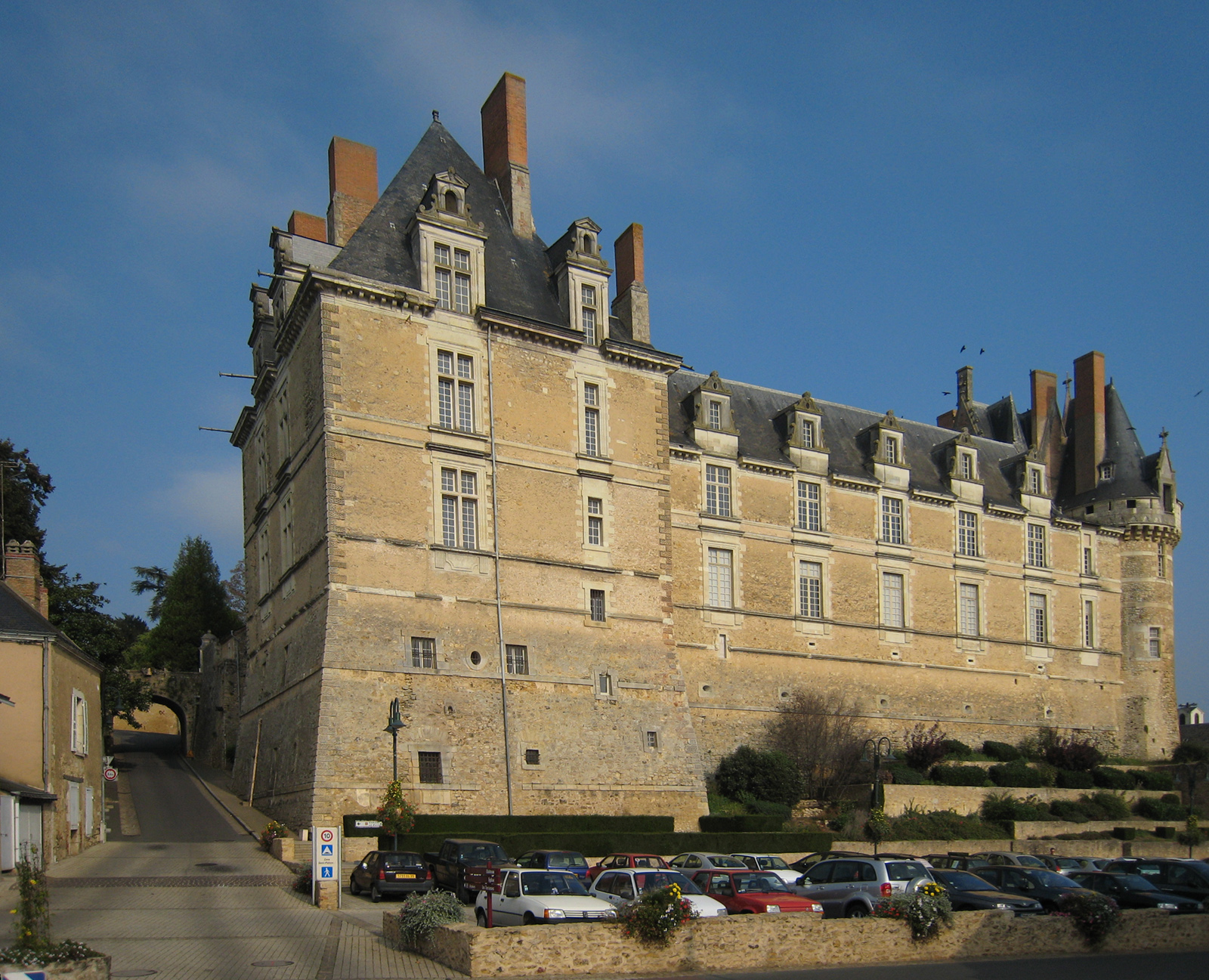
– Château de Durtal –